# Ли Грант
Ли Грант (енгл. Lee Grant; рођена 31.10. средином 1920их) америчка је позоришна, филмска и ТВ глумица и режисерка номинована за Оскара и за Златни глобус.
На филму је дебитовала 1951. године као млада крадљивица у детективској причи Вилијама Вајлера, у којој глуме Кирк Даглас и Еленор Паркер. Ова улога јој је донела номинацију за Оскара за најбољу глумицу у споредној улози, као и награду за најбољу глумицу на филмском фестивалу у Кану 1952. године.
1952. године била је постављена на црну листу холивудских филмских студија наредних 12 година након што је испред Комитета за неамеричке активности Представничког дома одбила да сведочи против свог тадашњег супруга Дина Манофа. Грант је у том периоду могла наћи само повремени посао на сцени или као учитељ. То је такође допринело њеном разводу. Уклоњена је са црне листе 1963. године и започела је обнову своје глумачке каријере на екрану. Глумила је у 71 ТВ епизоди серије Градић Пејтон (1965–1966), праћене главним улогама у филмовима попут Долине лутака, У врелини ноћи (обе 1967) и Шампона (1975), од којих је за последњи добила Оскара. 1964. године освојила је награду Оби за истакнут наступ глумице за наступ у представи Слушкиње. Током своје каријере била је номинована за награду Еми седам пута између 1966. и 1993. године, победивши два пута.
1986. режирала је документарни филм Down and Out in America који је поделио Оскарову награду за најбољи документарни играни филм.

## Детињство
Ли Грант је рођена као Лиова Хаскел Росентал на Менхетну, као једино дете Витије (рођене Хаскел), раднице за негу детета, и Абрахама Росентала, едукатора. Њен отац је рођен у Њујорку, од пољско-јеврејских имиграната, а мајка је била руско-јеврејска имигранткиња.
Датум њеног рођења је 31. октобар, али година је спорна, с тим да су све године у распону од 1925. до 1931. у неком тренутку дате као година њеног рођења. Међутим, подаци пописа становништва, путокази и сведочења сугеришу да је рођена 1925. или 1926. године, док Грантова наведена старост у време њеног професионалног дебија и номинације за Оскара указују да је рођена 1927. године.

## Белешке
1. ↑  Грант је рођена 31. октобра, али постоји неслагање између извора у вези године рођења. Док су секундарни и примарни извори Грантову годину рођења поставили између 1925. и 1931. године, она је готово сигурно рођена средином 1920-их. Јавни записи показују да је рођена 1925. године, али бродски манифест и конгресно сведочење фаворизују 1926. Недавни интервјуи са Грантом и њена аутобиографија сугеришу 1925., 1926. или 1927., иако сама Грант није доследна у вези са овом темом.